# Епархия Колорадо-Спрингса

Герб епархии Колорадо-Спринга

Епархия Колорадо-Спрингса (лат. Dioecesis Coloratensium Fontium) — епархия Римско-Католической церкви с центром в городе Колорадо-Спрингс, США. Епархия Колорадо-Спрингса входит в митрополию Денвера. Кафедральным собором епархии Колорадо-Спрингса является Собор Пресвятой Девы Марии.

## История
10 ноября 1983 года Римский папа Иоанн Павел II издал буллу Accidit quandoque, которой учредил епархию Колорадо-Спрингса, выделив её из архиепархии Денвера и епархии Пуэбло.

## Ординарии епархии
- епископ Ричард Чарльз Патрик Ханифен[англ.] (10.11.1983 — 30.01.2003)
- епископ Майкл Джон Шеридан[англ.] (30.01.2003 — 30.04.2021)
- епископ Джеймс Роберт Голка[англ.] (с 30.04.2021)

## Источник
- Annuario Pontificio, Libreria Editrice Vaticana, Città del Vaticano, 2003, ISBN 88-209-7422-3
- Булла «Accidit quandoque»  (лат.)